# Дамаскин (Олкинуора)
Епископ Дамаски́н (эст. Piiskop Damaskinos; в миру Я́акко Хе́нрик О́лкинуора, фин. Jaakko Henrik Olkinuora; род. май 1985, Янаккала, Хяме) — архиерей Константинопольской православной церкви, епископ Хаапсалуский (с 2025), викарий Таллинской митрополии Эстонской апостольской православной церкви.
Специалист по византийскому пению, переводчик с новогреческого языка.

## Биография
Родился в мае 1985 года в Янаккала в Финляндии.
В 2004 году окончил Рессу лицей в Хельсинки, а в 2008 году — Салоникийскую консерваторию.
В 2016 году был пострижен в монашество архимандритом Алексием (Мандзирисом), игуменом монастыря Ксенофонт на Афоне. 15 июня 2018 года в том же монастыре архимандритом Алексием был пострижен в великую схиму и митрополитом Куопиоским и Карельским Арсением (Хейккиненом) хиротонисан во иеродиакона и иеромонаха.
С 2015 года преподавал систематическое богословие и патристику в Йоэнсууском университете (позднее — в Востгочнофинляндском университете). В 2023 году получил звание доцента патристики в Хельсинкском университете.
С 2020 года преподаёт в богословской школе ЭАПЦ и является духовником женского Иоанно-Предтеченского скита в Реомяэ.

## Архиерейство
9 декабря 2024 года Священным синодом Эстонской апостольской православной церкви был избран епископом Хаапсалуским, викарием Таллинской митрополии.
12 января 2025 года в Преображенском соборе в Пярну состоялась его архиерейская хиротония, которую совершили: митрополит Таллинский и всея Эстонии Стефан (Хараламбидис), митрополит Димитриадский Игнатий (Георгакопулос) (Элладская православная церковь), митрополит Эдесский Иоиль (Франгакос), митрополит Шведский Клеопа (Стронгилис), митрополит Смирнский Варфоломей (Самарас), митрополит Перистерсийский Григорий (Папатомас) (Элладская православная церковь) и епископа Пярнуский и Сааремский Александр (Хопёрский)..

## Публикации
- «Byzantine Church Music in Finland: Exploring the Past, Envisaging the Future: Part II.» // Byzantine Musical Culture, American Society for Byzantine Music and Hymnology, 2007, 562—569.
- «The Adaptation of Byzantine Chant into Finnish.» // Composing and Chanting in the Orthodox Church, ISOCM, 2009, 145—152.
- «Archbishop Paul and the Quest for Finnish Orthodox Church Singing.» // Church, State and Nation in Orthodox Church Music, ISOCM, 2011, 300—305.
- «Experiences in Adapting Post-Byzantine Chant into Foreign Languages: Research and Praxis.» // Musicology Journal 11, Serbian Academy of Sciences, 2011, 133—146.
- «Cheironomie als pädagogische Methode in der byzantinischen Monodie: Einige Anmerkungen zum Gebrauch der Handzeichen beim modernen athonitischen Singen.» // Theorie und Geschichte der Monodie 7, Österreichische Byzantinische Gesellschaft, 2012, 361—390.
- «Oktoekhos-järjestelmä bysanttilaisessa ja suomalaisessa käytännössä.» // Ortodoksia 52, Ortodoksisten pappien liitto ry, 2013, 53-69.
- «'New' aspects of studying hymnography: the Doxastikon of the Aposticha of the feast of the Entrance.» // Unity and Variety in Orthodox Church Music: Theory and Practice, ISOCM, 2013, 230—239.
- «Problems and Possibilities of Adapting Byzantine Music into Finnish.» // Simpozionul internațional de muzicologie bizantină: 300 de ani de românire (1713—2013), National University of Music Bucharest, 2013, 331—343.
- «Words and Images: 'Pictorial' Byzantine Hymnography.» // Българско музикознание 3-4/2013, Institute of Art Studies, Sofia, 2013, 50-64.
- «Four Typological Images of Mary in the Hymnography for the Feast of the Entrance.» // JISOCM 1, 2014, 33-42.
- «Movement, Emotion and Speech: The Influence of Stage Performance on the Rhythmical Interpretation of French Baroque Opera.» // Musicology Today 19, 2014.
- Byzantine Hymnography for the Feast of the Entrance of the Theotokos: An Intermedial Approach. (Diss.) Studia Patristica Fennica 4. Helsinki: Picaset Oy 2015.
- «Ortodoksinen hymnografia patristisen eksegeesin ilmaisumuotona» («Orthodox Hymnography as an Expression of Patristic Exegesis») // Ortodoksia 55 (2015), 80-106.
- «Die „rhetorische“ Melodik in den byzantinischen Hymnen der Darstellung Mariens im Tempel.» // Theorie und Geschichte der Monodie: Bericht der Internationalen Tagung Wien 2014. Brno 2016, 431—444.
- «Ecumenism in Liturgy? Changes in Finnish Orthodox Liturgical Texts Stimulated by Co-Existence with Lutherans.» // Review of Ecumenical Studies Sibiu 9 (2/2017), 173—186.
- «Personification in Byzantine Hymnography: Kontakia and Canons.» // Personhood in the Byzantine Christian Tradition: Early, Medieval, and Modern Perspectives. 2018.